# Judin poljubac (Giotto)
Judin poljubac, freska u Kapeli Arena u Padovi, slikara Giottoa di Bodonea je remek-djelo slikarstva 14. stoljeća; visoke gotike i preteča renesansnog slikarstva.

## Povijest
Giotto predstavlja značajnu inovativnu struju u talijanskom slikarstvu ranog 14. stoljeća koje se udaljava od bizantske tradicije i teži obnoviti umjetnost klasične antike. Njegovo najznačajnije djelo je Kapela Arena (Capella degli Scrovegni) u Padovi koju je Giotto potpuno oslikao 1303. – 1307. godine prizorima iz života Isusa Krista, Djevice Marije, vrlinama i monumentalnim Posljednjim sudom.

## Odlike
Motiv Judina poljubca predstavlja trenutak kada Juda izdaje Isusa tako što rimskim vojnicima, koji su ga došli uhititi, otkriva njegov identitet poljupcem. Giottov prikaz ove stare teme je u renesansi doživio reputaciju prve životno realistične slike u zapadnom slikarstvu. Na slici doslovno ne postoji pejzaž jer je potpuno ispunjena likovima koji su organizirani oko središnjeg događaja. Nekoliko događaja se zbiva istovremeno: Juda ljubi Krista, Petar siječe uho Malhusu kojme jedan vojnik vuče odjeću, netko se sprema udariti toljagom Krista, veliki svećenik gestom upućuje, a ostali drže baklje i gledaju. Oni se slobodno kreću na slici poput glumaca na pozornici oko dramatičnog sraza Krista i Jude u središtu slike. Ova dva glavna lika se gledaju oči u oči dok su njihove glave uokvirene tamnim kacigama. Veliko zbijeno Judino tijelo, bolje rečeno njegov veliki žuti plašt je prikazan posve sumarno odrezano i teško, poput ostalih likova na slici. Giotto ne traga za konkretnošću tkanine, kože, mišića, ne usitnjava formu kao što to čine njegovi suvremenici, već uspostavlja plaštem prekrivena tijela kao jedinstvene skulpturalne mase. To postiže kontinuiranom obrisnom linijom i jakim kjaroskurom. 
Koplja i baklje iza Kristove glave se šire radijalno i poput aureole ističu glavni lik. Ovom pokrenutom i dramatičnom scenom Giotto prije svega gradi kazališnu scenu i želi naslutiti sljedeće događaje i Isusovu mučeničku smrt, ali i njegov krajnji trijumf. Upravo zbog zanimanja za masu ljudskog lika i pokušaj prikazivanja dubokih emocija u realističnom okružju, Giotto je najvažnija preteča renesanse.

### Kompozicija
Kvadratično polje podijeljeno je na dva pojasa. Gornji pojas je plava ploha na kojoj se križaju linijski moblici prikazanjih baklji u raspršenoj kompoziciji, a donji je gusto ispunjen prividom zbijenih masa sudionika prizora Kristova uhićenja. Osim te, nameće se i podjela na tri plana: Prednji s artikuliranim likovima u jednom redu, drugi s gusto grupiranim kacigama, i treći s posve apstraktnom plošnom pozadinom.